# 偶像學園×星光樂園 THE MOVIE -相遇的奇蹟！-

;

《偶像學園×星光樂園 THE MOVIE -相遇的奇蹟！-》是預計於2025年10月10日上映的日本動畫電影。本作是為了紀念《偶像學園》第3部和《星光樂園》開播十週年而設的跨界合作電影。

## 概要
- 本作是《偶像學園》和《星光樂園》自2022年「夢幻合作祭」虛擬現場表演展覽後，首次以電影形式進行跨界合作。
- 本作的上映日期對應了《偶像學園》和《星光樂園》十週年的主題。

## 登場人物
| 角色          | 配音員       | 備註         |              |
| 角色          | 日本         | 備註         |              |
| 《偶像學園》  | 《偶像學園》 | 《偶像學園》 | 《偶像學園》 |
| ------------- | ------------ | ------------ | ------------ |
| 大空明        | 下地紫野     |              |              |
| 冰上堇        | 和久井優     |              |              |
| 新條雛姬      | 石川由依     |              |              |
| 紅林珠璃      | 齋藤綾       |              |              |
| 黑澤凜        | 高田憂希     |              |              |
| 天羽圓        | 川上千尋     |              |              |
| 大地乃乃      | 小岩井小鳥   |              |              |
| 白樺梨沙      | 福沙奈惠     |              |              |
| 藤原雅        | 關根明良     |              |              |
| 栗栖心音      | 伊藤加奈惠   |              |              |
| 堂島妮娜      | 矢野亞沙美   |              |              |
| 《星光樂園》  |              |              |              |
| 真中啦啦      | 茜屋日海夏   |              |              |
| 南米蕾        | 芹澤優       |              |              |
| 北條索菲      | 久保田未夢   |              |              |
| 東堂詩音      | 山北早紀     |              |              |
| 桃樂絲·威斯特 | 澁谷梓希     |              |              |
| 雷歐娜·威斯特 | 若井友希     |              |              |
| 黑須阿洛瑪    | 牧野由依     |              |              |
| 白玉蜜柑      | 渡部優衣     |              |              |
| 嘉露璐        | 真田麻美     |              |              |
| 紫京院響      | 齋賀光希     |              |              |
| 綠風芙羽璃    | 佐藤梓       |              |              |
| 法露璐        | 赤崎千夏     |              |              |

## 製作人員
- 原作：
  - 《偶像學園》- BN Pictures（原案：萬代）
  - 《星光樂園》- Takara Tomy Arts/Syn Sophia
- 導演：大川貴大
- 編劇：土屋理敬（日语：土屋理敬）
- 角色設計：矢口弘子、原將治
- 總監督：木村隆一、森脇真琴
- 總作畫監督：秋津達哉
- CG導演：乙部善弘
- 色彩設計：大塚真純
- 美術監督：小松奈津子、田尻健一
- 攝影監督：大神洋一
- 編輯：新居和弘
- 音響監督：菊田浩巳
- 音樂：滝澤俊輔（TRYTONELABO）
- 3DCG：龍之子製作
- 企劃、製作：BN Pictures
- 發行：BN Pictures、Avex Pictures

## 相關商品

### 預售票贈品
《偶像學園×星光樂園 THE MOVIE -相遇的奇蹟！-》預售票於2025年4月25日在ムビチケ發售，隨預售票附送一張電影卡片和電影原創A5透明文件夾。

## 備註
1. ↑  《偶像學園》第3部於2014年10月2日開播，而《星光樂園》則於2014年7月5日開播。

## 外部連結
- 《偶像學園×星光樂園 THE MOVIE -相遇的奇蹟！-》官方網站（日語）
- 偶像學園×星光樂園 THE MOVIE -相遇的奇蹟！-的X（前Twitter）